# Agencia de Calidad Sanitaria de Andalucía
La Agencia de Calidad Sanitaria de Andalucía (ACSA) es una organización pública perteneciente a la Consejería de Salud de la Junta de Andalucía que recibe soporte de gestión de la Fundación Progreso y Salud.
Su finalidad es la mejora de la calidad de los servicios que prestan las organizaciones y los profesionales sanitarios y de servicios sociales, reto que ACSA afronta impulsando el Modelo andaluz de calidad, buscando siempre la excelencia en la atención a la salud y el bienestar social y favoreciendo una cultura de la mejora continua.
Para ello, se rige como entidad certificadora de la calidad de las organizaciones sanitarias y de servicios sociales, así como de sus profesionales, de la formación que estos reciben y de las páginas web de contenidos sanitarios. Así, ACSA acompaña a las organizaciones y profesionales de la salud en la mejora de la calidad de su trabajo, a través de la certificación y de otros proyectos que impulsan la seguridad del paciente y el desarrollo profesional. 

## Programas de acreditación
- Certificación de Centros y Unidades Sanitarias
- Certificación de Competencias Profesionales
- Certificación de Unidades y Centros de Formación Continuada
- Certificación de Actividades de Formación Continuada
- Certificación de Páginas Web
- Certificación de Servicios Sociales

## Estrategia de calidad y seguridad en aplicaciones móviles de salud
Desde 2012 la Agencia de Calidad Sanitaria de Andalucía viene trabajando en la evaluación y regulación de apps de salud, con la intención de garantizar que los procesos y desarrollos derivados de la salud móvil contribuyan a la mejora de los servicios ofrecidos a la ciudadanía. Enmarcado en esta iniciativa, el distintivo #AppSaludable reconoce la calidad de las aplicaciones móviles de salud dirigidas a ciudadanos y profesionales sanitarios y pone a su disposición un catálogo de apps que cumplen con las recomendaciones de ACSA en materia de seguridad y calidad.

## Seguridad del paciente
ACSA ha desarrollado también herramientas para la mejora de la seguridad y la implantación de prácticas seguras: 
- Mejora de la higiene de manos
- Prácticas seguras en cirugía
- Buenas prácticas en el uso de medicamentos
- Procesos libres de riesgo AMFE
- Sistema de mejora de la atención a personas con dolor
- Sistema de gestión de incidentes de seguridad
- Evaluación de la Estrategia para la Seguridad del Paciente
- Aplicaciones móviles de salud para pacientes y profesionales

## Desarrollo profesional
En el ámbito del desarrollo profesional, ACSA ofrece una serie de herramientas para la mejora de los procesos de formación y desarrollo de los profesionales de las organizaciones sanitarias: 
- Elaboración de mapas de competencias corporativos e itinerarios formativos
- Implantación de un modelo de gestión de planes de desarrollo individual
- Diseño de programas de capacitación en gestión por competencias
- Herramientas web de soporte a la formación y al desarrollo profesional: gestión de la evaluación de la formación, gestión de planes de desarrollo, comunidades de práctica virtuales.

## Gestión del conocimiento
Asimismo, ACSA genera y comparte conocimiento sobre calidad, que parte del trabajo de investigación de los profesionales de la Agencia y también de los propios procesos de evaluación, que se convierten en fuente de información para recopilar buenas prácticas e iniciativas de mejora compartidas:
- Recomendaciones de calidad
- Proyectos de investigación y artículos científicos
- Buenas prácticas en calidad y seguridad
- Manuales de estándares
- Informes técnicos